# Harold Rose
Harold Rose (Reading, 27 marzo 1900 – Reading, maggio 1990) è stato un allenatore di calcio e calciatore inglese, di ruolo difensore.

## Carriera
Ex difensore in Inghilterra nel periodo successivo alla Grande Guerra, nel 1925 diviene il sostituto designato di Jack Reynolds alla guida dell'Ajax come terzo allenatore della storia dei Lancieri. Resta nella capitale per una stagione e mezza – conclude il 1925-26 al quarto posto nel girone, una manciata di punti dietro a Feyenoord, SBV Excelsior e HFC EDO, non riuscendo a qualificarsi per il gruppo finale – lasciando l'incarico il 28 dicembre 1926, con la squadra in corsa per vincere il raggruppamento. Non riveste altri incarichi di rilievo e, tornato nella natale Reading, perisce nel maggio del 1990.